# Coleman Scott
Coleman Lewis Scott (19 de abril de 1986) es un luchador estadounidense de lucha libre. Ganador de una medalla de bronce en los Juegos Olímpicos de Londres 2012 en la categoría de 60 kg. Obtuvo dos medallas en Campeonato Panamericano, de oro en 2016. Dos veces representó a su país en la Copa del Mundo, en 2015 clasificándose en la 2.ª posición.